# 애니콜 B820
SCH-B820, SPH-B8250은 삼성전자에서 2007년 11월에 출시한 피처폰이다.

## 세부 모델
다음은 세부 모델이다.
| 모델명    | 통신사     | 통신 방식 |
| --------- | ---------- | --------- |
| SCH-B820  | SK텔레콤   | EV-DO     |
| SPH-B8250 | LG유플러스 | CDMA2000  |

## 기능

### 지상파 DMB
이 휴대 전화는 지상파 DMB 기능을 지원하며, DMB 시청 중에 전화, 문자 기능을 사용할 수 있다.

### 카메라
130만 화소 카메라가 내장되어 있어 320*240, 640*480, 1280*960 해상도 촬영이 가능하다.

### 포토 스튜디오
기기에 내장된 사진 효과(일반, 표정, 컬러, 장식)로 사진을 꾸밀 수 있다.

## 참조
1. ↑  “휴대폰도 원격 관리한다..SKT 첫 상용화”. 머니투데이. 2007년 11월 4일. 2012년 9월 8일에 확인함.
2. ↑  “세티즌 : Anycall SCH-B820”. 2012년 8월 19일에 원본 문서에서 보존된 문서. 2012년 9월 7일에 확인함.
3. ↑  “세티즌 : Anycall SPH-B8250”. 2012년 10월 30일에 원본 문서에서 보존된 문서. 2012년 9월 7일에 확인함.
4. 1 2 3  세티즌 : SPH-B8250 전문가리뷰 3[깨진 링크(과거 내용 찾기)]